# Інваспорт (Рівне)
Рівненський «Інваспорт» — державна структура створена для розвитку спорту серед інвалідів та фізично-спортивної реабілітації.

## Діяльність закладу
Розвиває такі види спорту, як: пауерліфтинг, дзюдо, футбол, плавня, настільний теніс, більярд, спортивна риболовля, танці на візках, перегони на візках, тощо. Крім того, проводиться безліч змагань, відкритих кубків. До яких залучаються не лише спортсмени Рівненської області, а також представники: Волині, Львівщини, Чернігівщини, Дніпропетровщини і навіть Київщини. Також проводяться спортивно-громадські заходи, такі як: «Наша спортивна гордість», «Герої спортивного року Рівненщини» і багато інших.

## Досягнення
Рівненський інваспорт залучив до себе понад 300 спортсменів (станом на 2017 р.). Виховав більше 30 майстрів спорту за такими категоріями: МСУ (Майстер спорту України), МСМ (Майстер спорту міжнародного класу), ЗМС (Заслужений майстер спорту) з різних дисциплін (станом на 2017 рік). Безліч призерів та чемпіонів України, багаторазових призерів та чемпіонів Європи і світу, учасників та призерів паралімпійських ігор, з різних видів спорту.

## Відомі спортсмени
- Галінська Юлія Миколаївна — дзюдоїстка, майстер спорту України міжнародного класу, бронзова призерка Паралімпійських ігор 2012 та 2016 років.[1]
- Гусєва Ірина Борисівна — дзюдоїстка, Майстер спорту України міжнародного класу, срібна призерка Паралімпійських ігор 2016 року, чемпіонка Європи 2013, 2015, чемпіонка світу 2014, 2015 років.
- Косінов Олександр Іванович — дзюдоїст, Заслужений майстер спорту України, чемпіон 14-х Літніх Паралімпійських ігор 2012 року (Лондон).[1], чемпіон світу та Європи.
- Косенко Ігор Володимирович — футболіст, заслужений майстер спорту України, дворазовий паралімпійський чемпіон 2004 та 2008 років, срібний призер Літніх Паралімпійських ігор 2012 року.
- Матло Ярина Сергіївна — плавчиня, майстер спорту України міжнародного класу, бронзова призерка Літніх Паралімпійських ігор 2012 року.
- Ніколайчик Наталія Миколаївна — дзюдоїстка, майстер спорту України міжнародного класу, бронзова призерка Паралімпійських ігор 2012 року.